# Gidderbaha
Gidderbaha é uma cidade  no distrito de Muktsar, no estado indiano de Punjab.

## Demografia
Segundo o censo de 2001, Gidderbaha tinha uma população de 36,593 habitantes. Os indivíduos do sexo masculino constituem 53% da população e os do sexo feminino 47%. Gidderbaha tem uma taxa de literacia de 63%, superior à média nacional de 59.5%: a literacia no sexo masculino é de 68% e no sexo feminino é de 56%. Em Gidderbaha, 12% da população está abaixo dos 6 anos de idade.

## História
Origem e história antiga
Giddarbaha era originalmente conhecida como "Pippli", após a Pipal árvore, e começou como uma pequena aldeia. Segundo a lenda, quando Guru Gobind Singh visitou o local, ele conheceu as mulheres da aldeia que está sendo perturbado pelas Giddars quando foi buscar água no poço. Quando o Guru foi dito que todos na aldeia era casado, com exceção do Giddar, arranjou para o casamento do giddar. Desde então, a vila era conhecida pelos moradores como Giddar Viah.
Giddar Viah aumentou em importância como um mercado agrícola para as áreas locais, e cresceu para se tornar uma cidade. 
Durante o Raj britânico
Quando o britânico chegou à cidade, que adotou o nome de Giddarbaha como uma pronúncia errada. Em 1909 Giddarbaha foi reconstruída como uma cidade murada, com seis portas, e foi bem ligado com outras cidades e Ramma .
O novo nome de "Giddarbaha cidade" foi esculpida em pedras colocadas nas portas, e uma igreja foi construída na estrada Sangat (perto de Doula ). Goushalla e Durga Mandir foram os primeiros templos construídos na nova cidade.
Em 1917, o governo britânico estabeleceu a Bathinda - Karachi linha ferroviária, o transporte de mercadorias a partir desta parte da Índia para Karachi. Giddarbaha estação ferroviária foi criada na linha em 1918. 
Hoje
Giddarbaha pode ser chamado de uma das cidades mais politicamente sensíveis em Punjab , em face das eleições estaduais a serem realizadas em 2012.

## Geografia
Giddarbaha está localizado na zona sudoeste de Punjab. O distrito de Faridkot está ao seu norte, Firozepur para o Ocidente e Bathinda para o Oriente.

## Clima
Há uma variação sazonal de temperatura larga na área Giddarbaha, com temperaturas de verão atingindo 48-50 ° C e as temperaturas de inverno até 1-2 ° C. O western Himalaia , no norte e no deserto de Thar , no sul e sudoeste principalmente determinar as condições climáticas. O sudoeste da monção traz a época das chuvas durante o verão (julho a setembro), com cerca de 70% de precipitação anual da região durante esses meses.

## Economia
Giddarbaha é um dos maiores produtores de tabaco na Índia, com a fábrica Snuff Foto sendo o seu melhor produtor conhecido.
A cidade também age como um mercado agrícola servindo cidades e vilas vizinhas. 